# Скажи мені
«Скажи мені» (англ. «The Same Star») — сингл української співачки Руслани, який входить до альбому «Дикі танці» (2003) та «Wild Dances» (2004).
Пісня була виконана Русланою на пісенному конкурсі Євробачення-2005, який тоді проходив у Києві. Також у 2005 році до англійської версії пісні було знято кліп «The Same Star».
Слова до синглу написали Олександр Ксенофонтов та Андрій Кузьменко (англомовний текст Стіва Бальзамо), музику — Руслана.
«Скажи мені» присвячена чоловікові та продюсеру Руслани Олександру Ксенофонтову.

## Версії пісні
| #  | Назва                                          | Тривалість |
| -- | ---------------------------------------------- | ---------- |
| 1. | «The Same Star (Intro)»                        | 1:01       |
| 2. | «The Same Star (Album Version)»                | 4:21       |
| 3. | «Скажи мені (Album Version)»                   | 4:22       |
| 4. | «Скажи мені (House Mix) (DJ Nekrasoff)»        | 4:22       |
| 5. | «Скажи мені (Hard & Phatt Mix) (Dj Nekrasoff)» | 4:22       |
| 6. | «The Same Star (Club Mix) (REDCo)»             | 5:05       |
| 7. | «The Same Star (Instrumental Version)»         | 4:22       |
| 8. | «The Same Star (Brass & Strings Mix)»          | 4:09       |
| 9. | «The Same Star (Acapella Version)»             | 3:52       |

## Тексти пісні
| Українська версія Табір в горах зник, за ним ти не підеш, Зірка не зійде, мене ти не знайдеш, А спалахне зоря, тебе забуду я, Просто ти не сказав, що то любов твоя! Скажи це сонцю... Скажи це вітру... І я почую ці слова... Шукай на небі єдину зірку, Та знай, на неї дивлюсь я... Дала м тобі руку – серце ти просив, Дала м тобі серце – ти ще більше хтів, Дала м би тобі все – та не пізнала я Зірку в циганську ніч, а то любов твоя. Спів трембіт замовк, то ніч іде сумна, Водоспад зірок, та кличе лиш одна, Зірка в циганську ніч зі мною віч-на-віч, Чом не вгадала я, що то любов твоя... |  | «The Same Star» Baby if you look up Whenever you're down I will hear you calling out Before you make a sound We can climb this mountainside We can cross the sea `Cause all I am is you And all you are is me Wherever you are I am with you `Cause we wish on the same star `Cause I can feel you If you are near or far `Cause we wish on the same star I would give my hand but You would need my heart I could give it to you Before we fell apart I would give my all you'd see But only if I knew That's all you are is me And all I am is you. On the same star... Sometimes a caged bird sings When a free bird flies away In the waterfall of stars You're calling out my name We can climb this mountainside We can cross the sea `Cause all I am is you And all you are is me |

## Чарти
| Single                | Chart                   | Peak Position |
| --------------------- | ----------------------- | ------------- |
| The Same Star         | Ukrainian Airplay       | 1             |
| The Same Star         | Ukraine Top 20          | 1             |
| The Same Star - Remix | Ukrainian Airplay       | 1             |
| The Same Star - Remix | Ukraine Top 40          | 1             |
| The Same Star         | Europe Official Top 100 | 19            |
| The Same Star         | Belgium UltraTop 50     | 50            |
| The Same Star         | Romanian Top 100        | 60            |
| "The Same Star"       | Russia Airplay Chart    | 199           |